# Melissa Bishop-Nriagu
Melissa Bishop-Nriagu (* 5. August 1988 in Eganville, Renfrew County, Ontario als Melissa Corrine Bishop) ist eine kanadische Mittelstreckenläuferin, die sich auf die 800-Meter-Distanz spezialisiert hat.
Bei den Olympischen Spielen 2012 in London und bei den Leichtathletik-Weltmeisterschaften 2013 in Moskau schied sie im Vorlauf aus.
2014 wurde sie Achte bei den Commonwealth Games in Glasgow, und 2015 siegte sie bei den Panamerikanischen Spielen in Toronto.
Bei den Leichtathletik-Weltmeisterschaften 2015 in Peking verbesserte sie im Halbfinale den kanadischen Rekord über 800 m auf 1:57,52 min. Im Finale gewann sie die Silbermedaille mit 1:58,12 min.
Im Folgejahr belegte sie bei den Olympischen Spielen 2016 mit neuen Nationalrekord von 1:57,02 min Platz 4 hinter Caster Semenya, Francine Niyonsaba und Margaret Wambui.
2017 verbesserte Bishop-Nriagu ihren kanadischen Rekord beim Meeting Herculis um eine Hundertstelsekunde auf 1:57,01 min, bei den Weltmeisterschaften in London wurde sie Fünfte. Im Oktober heiratete sie ihren langjährigen Freund Osi Nriagu, den sie über das Leichtathletik-Team ihrer Universität kennengelernt hatte. Die Saison 2018 setzte sie schwanger aus, im Juli wurde sie Mutter eine Tochter.

## Persönliche Bestzeiten
- 800 m: 1:57,01 min, 21. Juli 2017, Monaco
  - Halle: 2:00,19 min, 20. Februar 2016, Glasgow
- 1000 m: 2:38,75 min, 22. August 2014, Amsterdam
  - Halle: 2:39,77 min, 8. Februar 2014, Boston
- 1500 m: 4:09,36 min, 18. Mai 2019, Windsor